# Fiebrigella viridifrons
Fiebrigella viridifrons är en tvåvingeart som först beskrevs av Oswald Duda 1930.  Fiebrigella viridifrons ingår i släktet Fiebrigella och familjen fritflugor. Inga underarter finns listade i Catalogue of Life.